# (73380) 2002 LR7
(73380) 2002 LR7 – planetoida z pasa głównego asteroid okrążająca Słońce w ciągu 3,47 lat w średniej odległości 2,29 j.a. Odkryta 2 czerwca 2002 roku.